# Șieuț
Șieuț é uma comuna romena localizada no distrito de Bistrița-Năsăud, na região histórica da Transilvânia. A comuna possui uma área de 62.64 km² e sua população era de 2779 habitantes segundo o censo de 2007.